# Дуранкулак
Дура́нкулак (болг. Дуранкулак) — село в Добрицькій області Болгарії. Входить до складу общини Шабла.

## Населення
За даними перепису населення 2011 року у селі проживали 415 осіб.
Національний склад населення села:
| Національність   | Кількість осіб | Відсоток |
| ---------------- | -------------- | -------- |
| болгари          | 390            | 96,3%    |
| цигани           | 11             | 2,7%     |
| інша             | 3              | 0,7%     |
| Всього відповіли | 405            |          |

Розподіл населення за віком у 2011 році:
Динаміка населення: